# Wolfert van Brederode (1649-1679)

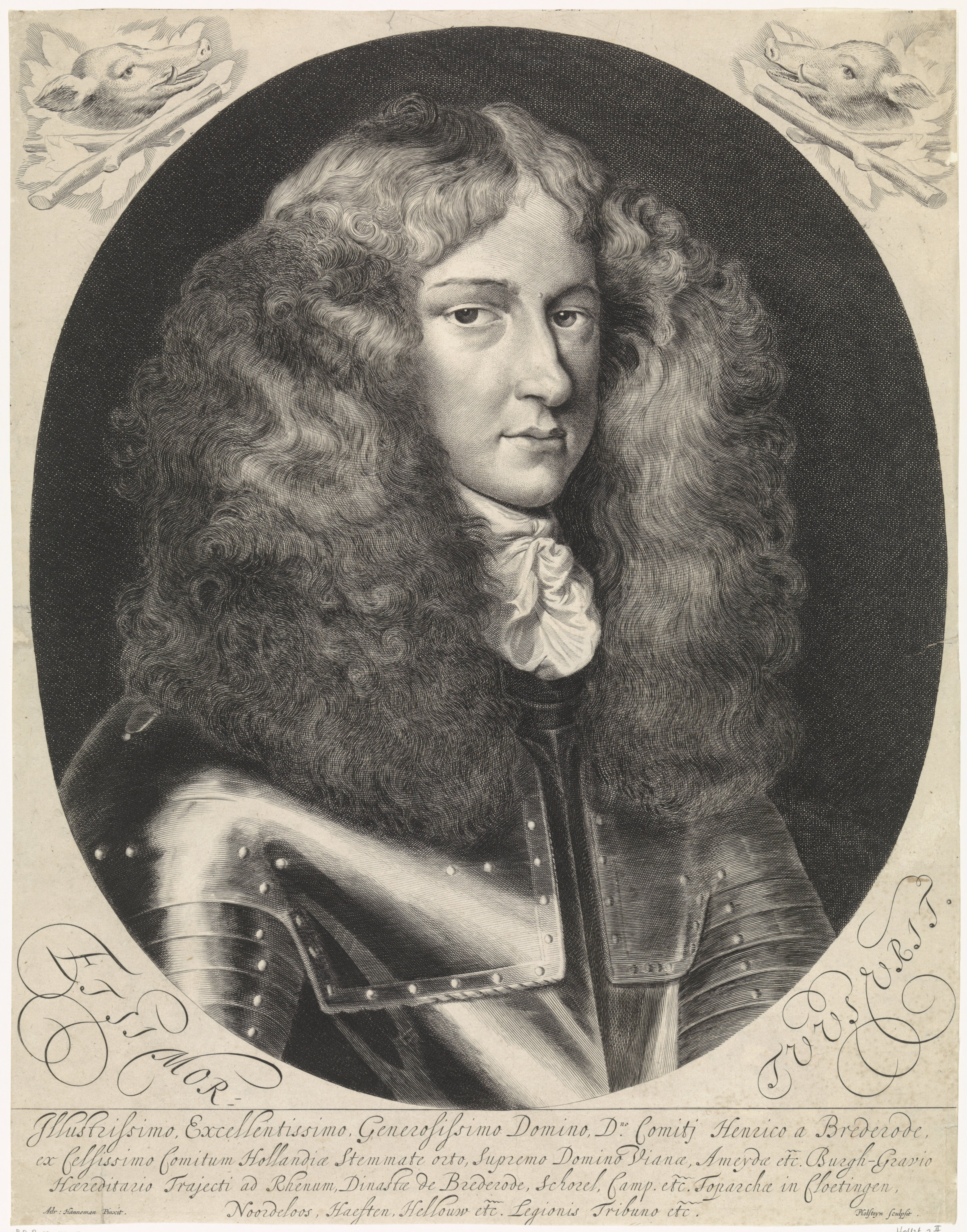
Portret van een 24-jarige Wolfert van Brederode.

Wolfert van Brederode (Den Haag, 18 november 1649 - Vianen, 15 juni 1679) was heer van Brederode, Vianen, Noordeloos, Zwammerdam en Reeuwijk. Hij was de laatste mannelijke heer van Brederode.

## Levensloop
Hij was een zoon van Joan Wolfert van Brederode en Louise (Ludovica) Christina van Solms-Braunfeld. Na het "genomen" ontslag van zijn broer Hendrik in 1656, volgde Wolfert hem op als 'ritmeester der compagnie'. Hij volgde zijn broer Hendrik III na diens overlijden ook op als 18e heer van Brederode in 1657. Hij werd op 17 september 1673 benoemd tot 'kolonel in staatse dienst'.
Hofschilder Jan Mijtens schilderde een jonge Wolfert op 14-jarige leeftijd (zie afbeelding), tegenwoordig maakt het portret deel uit van de collectie van het Mauritshuis. Schilder Pieter Holsteyn de jongere maakte in 1672/73 ook een portret van Wolfert (circa 24 jaar) gebaseerd op een eerder portret van de hand van Adriaen Hanneman, dit portret maakt deel uit van de collectie van het Rijksmuseum.
Wolfert overleed op 29-jarige leeftijd ongehuwd en kinderloos in Vianen. De heerlijkheid Brederode bij Santpoort verviel aan de staat, zijn oudere zus Hedwig Agnes erfde Vianen, Ameide en Noorderloos. Amelia Wilhelmina van Brederode, een andere zus, verkreeg Zwammerdam en Reeuwijk.